# Kościół Zmartwychwstania Pańskiego w Fürth
Kościół Zmartwychwstania Pańskiego – klasycystyczny kościół protestancki, znajdujący się w Fürth na terenie Parku Mejskiego.

## Źródła
- Faltblatt Für einen Gang durch die Auferstehungskirche. Hrsg. von Pfarrerin Martina Gallas, 2009